# Акорди (антологія)
«Ако́рди» — «Антологія української лірики від смерті Шевченка» — збірка поетичних творів українських літераторів.

## Історія
Видана 1903 у Львові Українсько-руською видавничою спілкою. Засвідчувало єдність українського літературного процесу, його художній прогрес, жанрове і стильове розмаїття.
Упорядником і редактором був Іван Франко, художнє оформлення Ю. Панкевича.
«Акорди» — перша антологія української лірики 2-ї пол. 19 ст. Упорядник антології прагнув подати в ній найкращі зразки творчості 88 поетів, серед них: Пантелеймона Куліша, Юрія Федьковича, Леоніда Глібова, Степана Руданського, Михайла Старицького, Володимира Самійленка, Павла Грабовського, Лесі Українки, Агатангела Кримського, Миколи Чернявського, Івана Франка, Б. Грінченка, М. Славинського та ін.
Представлені й поети-лірики, що виступили на зламі XIX—XX ст., коли в українській літературі народжувалися нові течії і напрями: Осип Маковей, Уляна Кравченко, Богдан Лепкий, Микола Вороний, Петро Карманський, Василь Пачовський. Введено імена Мусія Кононенка, Одарки Романової, Т. Галіпа, О. Козловського, І. Петрушевича та ін. поетів.
Готуючи видання, І. Франко користувався публікаціями періодичної преси, авторськими виданнями, рукописними творами. У його підготовці упорядникові надали допомогу М. Грушевський та художник І. Труш.
У 1992 «Акорди» перевидало київське видавництво «Веселка» стараннями М. Ільницького.
У 2008 «Акорди» перевидало київське видавництво «Особистості».